# ダイクマン・ストリート駅 (IRTブロードウェイ-7番街線)
ダイクマン・ストリート駅 (Dyckman Street) はニューヨーク市地下鉄IRTブロードウェイ-7番街線の駅である。マンハッタン区インウッドにあるダイクマン・ストリートとネーグル・アベニューの交差点付近に位置し、1系統が終日停車する。

## 駅構造
| P ホーム階 | 相対式ホーム、右側のドアが開く | 相対式ホーム、右側のドアが開く |
| P ホーム階 | 北行線                         | ← ヴァン・コートランド・パーク-242丁目駅ゆき（207丁目駅） （定期列車なし：ヴァン・コートランド・パーク-242丁目駅） |
| P ホーム階 | 南行線                         | → サウス・フェリー駅ゆき（191丁目駅）→ |
| P ホーム階 | 相対式ホーム、右側のドアが開く | |
| M          | 改札階                         | 改札、駅員詰所、メトロカード自動販売機 (駅舎へ向かう傾斜路、ヒルサイド・アベニューとセント・ニコラス・アベニュー、フォート・ジョージ・ヒルの交差点の南西の角にあるエレベーター。注記：北行きホームへは車椅子利用不可。) |
| G          | 地上階                         | 出入口 |

当駅は1906年3月16日に開業した相対式ホーム2面2線を有する盛土駅で、IRTブロードウェイ-7番街線がマンハッタンの基盤岩を通り抜けるために使うワシントンハイツ・マイン・トンネルの北側の入口にある。当駅以北ではアッパー・マンハッタンの地形が突然落ち込み、同線はヴァン・コートラント・パーク-242丁目駅まで高架となる。その地形により当駅はワシントンメトロイエローラインのハンティントン駅のようになっている。
どちらのホームも中央にベージュの風防ガラスと赤い天蓋、緑の骨組みでできた空間があり、その両側には腰の高さほどの黒いフェンスが続く。サウス・フェリー駅方面のホームは242丁目駅方面のホームよりも北へずれている。両ホームにはそれぞれ"DYCKMAN ST"と描かれたモザイクが2つある。
当駅の唯一の入口はネーグル・アベニューとダイクマン・ストリート、ヒルサイド・アベニューの交差点の南側の角に位置する地面より少し高いところに設置された駅舎である。その駅舎はターンスタイルやトークン売り場、各ホームへ続く2つの階段を備える。待合室にある1991年作の芸術作品は Wopo Holup が Flight と題したものであり、飛んでいる鳥が描かれた陶製のレリーフタイルを特徴とする。
当駅はIRTブロードウェイ-7番街線で2つしかない2線を有する地上駅の1つである（もう1つはヴァン・コートラント・パーク-242丁目駅）。現在は旅客営業に使用されていない中央の急行線は当駅のすぐ北で現れ、242丁目駅のすぐ南までノンストップで続く。
当駅はアメリカ合衆国国家歴史登録財に登録されており、すぐそばにある Substation 17 も登録されている。

## 障害者用通路
2014年2月、進行中のリハビリテーションの一環として、MTAは通りから中二階への傾斜路を建設し南行きのホームと中二階とを接続するためのエレベーターを開設した。当初このエレベーターは当駅の改修工事の計画になかったが、ユナイテッド・スピナル・アソシエーションが起こした訴訟により建設された。このエレベーターは機械室レス型であり、同型機で最初にニューヨーク市地下鉄に導入されたものである。この改修工事にはトンネル入口やホームの改修、新しい照明設備の設置も含まれていた。この時点では北行ホームへの通路は障害者に対応していなかったが、2020年〜2024年MTA投資計画において整備計画が示され、2023年7月に完了した。
エレベーターはヒルサイド・アベニューとセント・ニコラス・アベニュー、フォート・ジョージ・ヒルの交差点の南西の角にあり、駅舎へ向かう傾斜路で行くことができる。

## ギャラリー

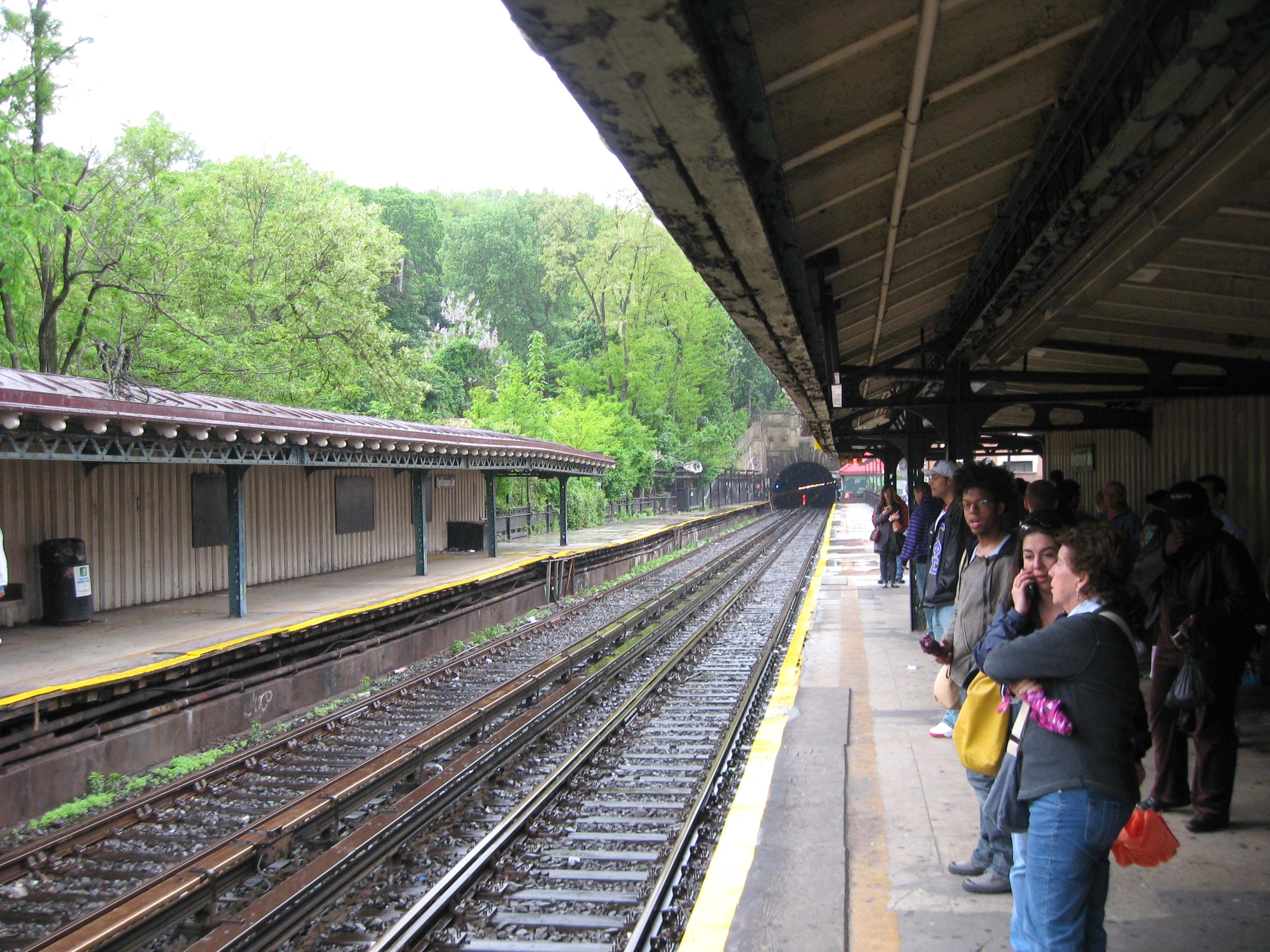
改修前のホーム
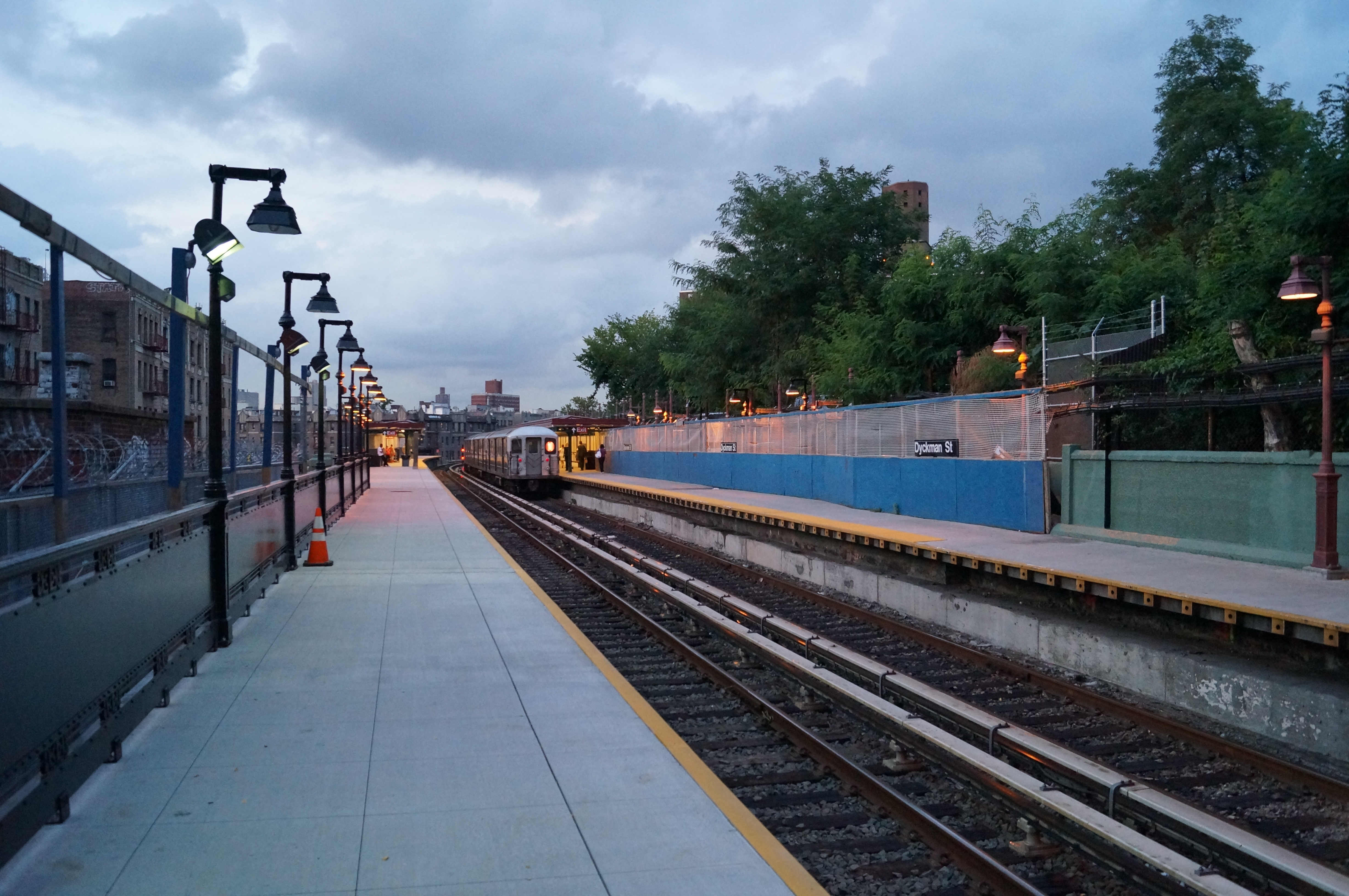
改修中のホーム
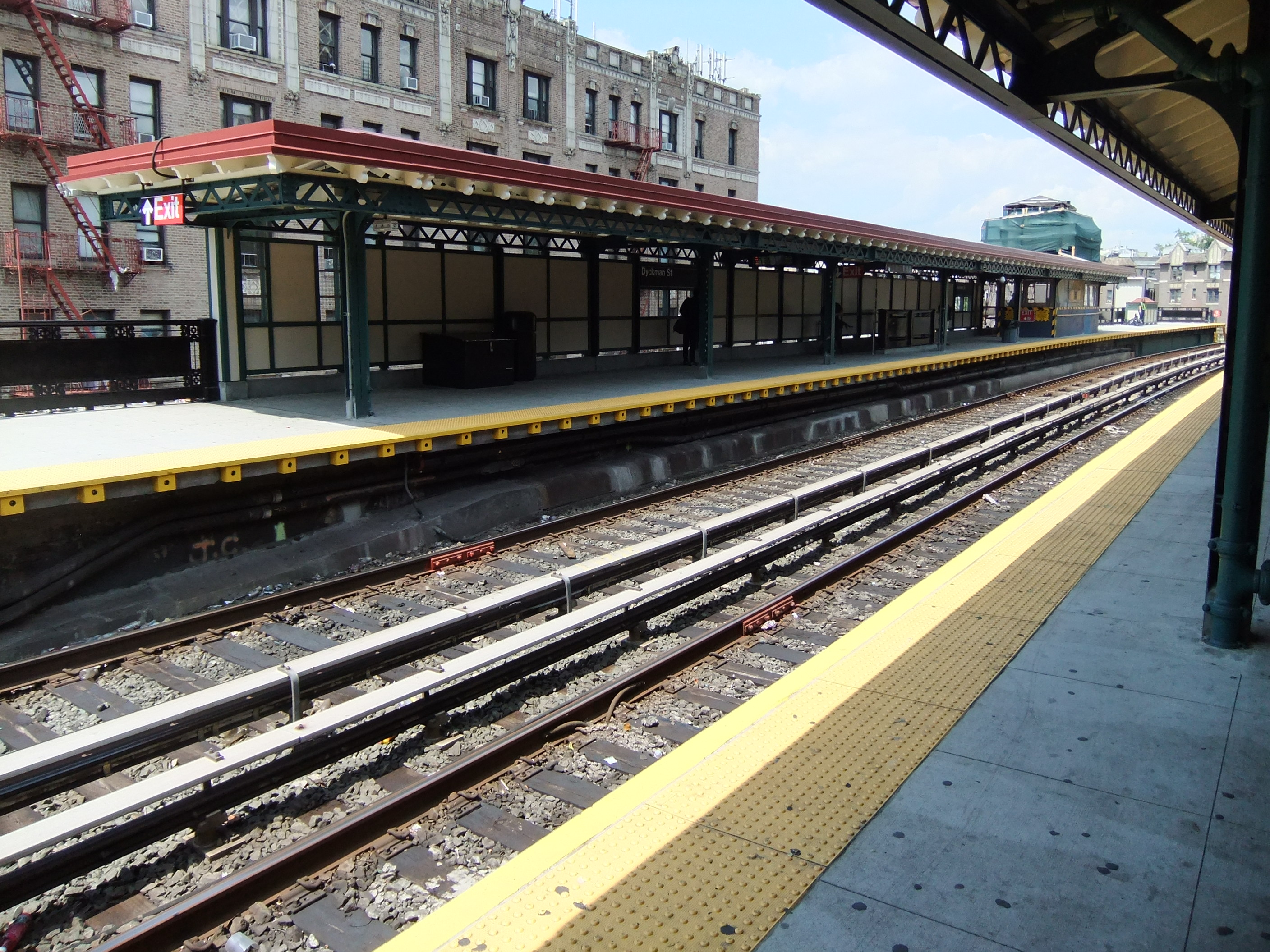
改修後のホーム
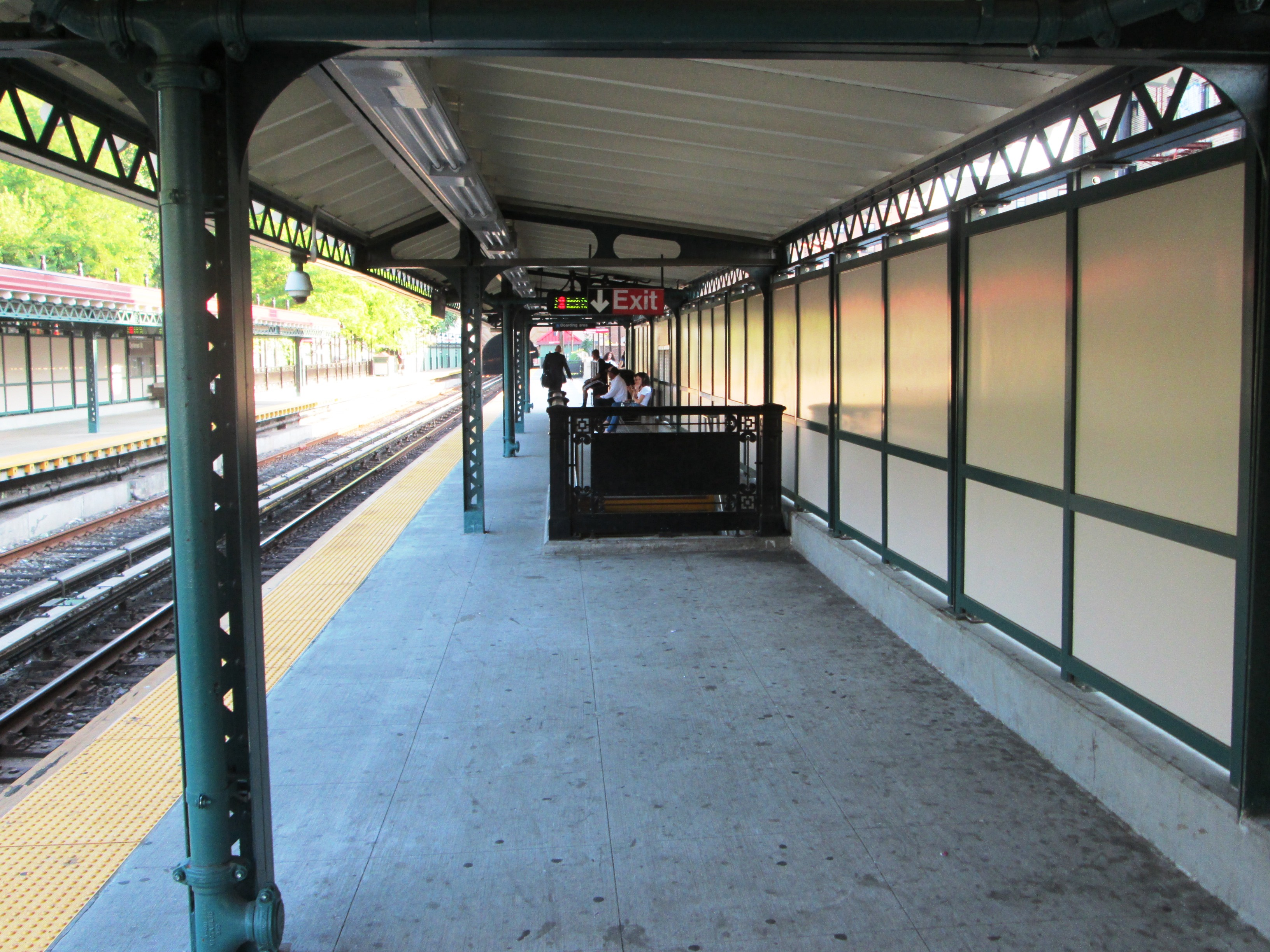
南行ホーム
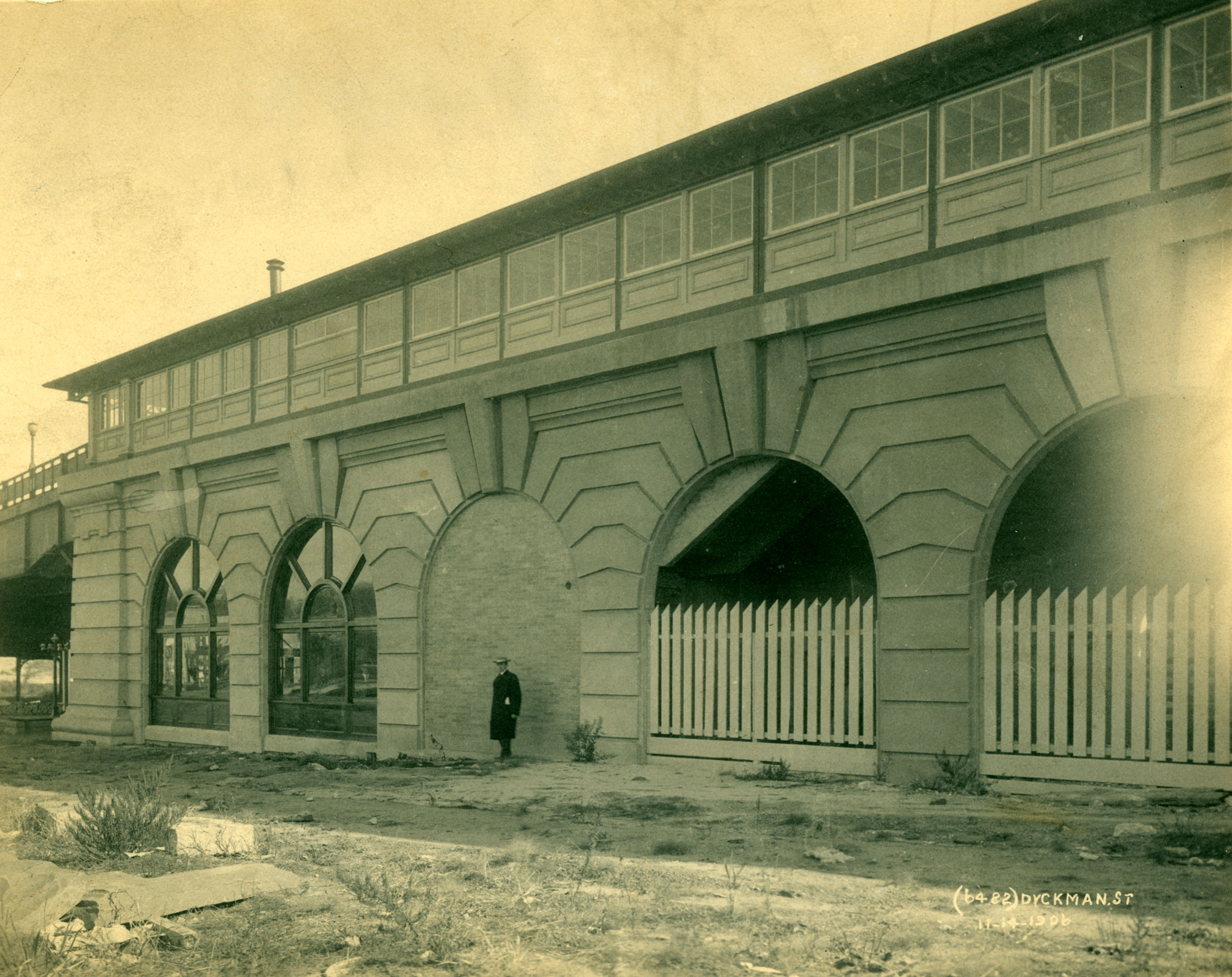
ファサード
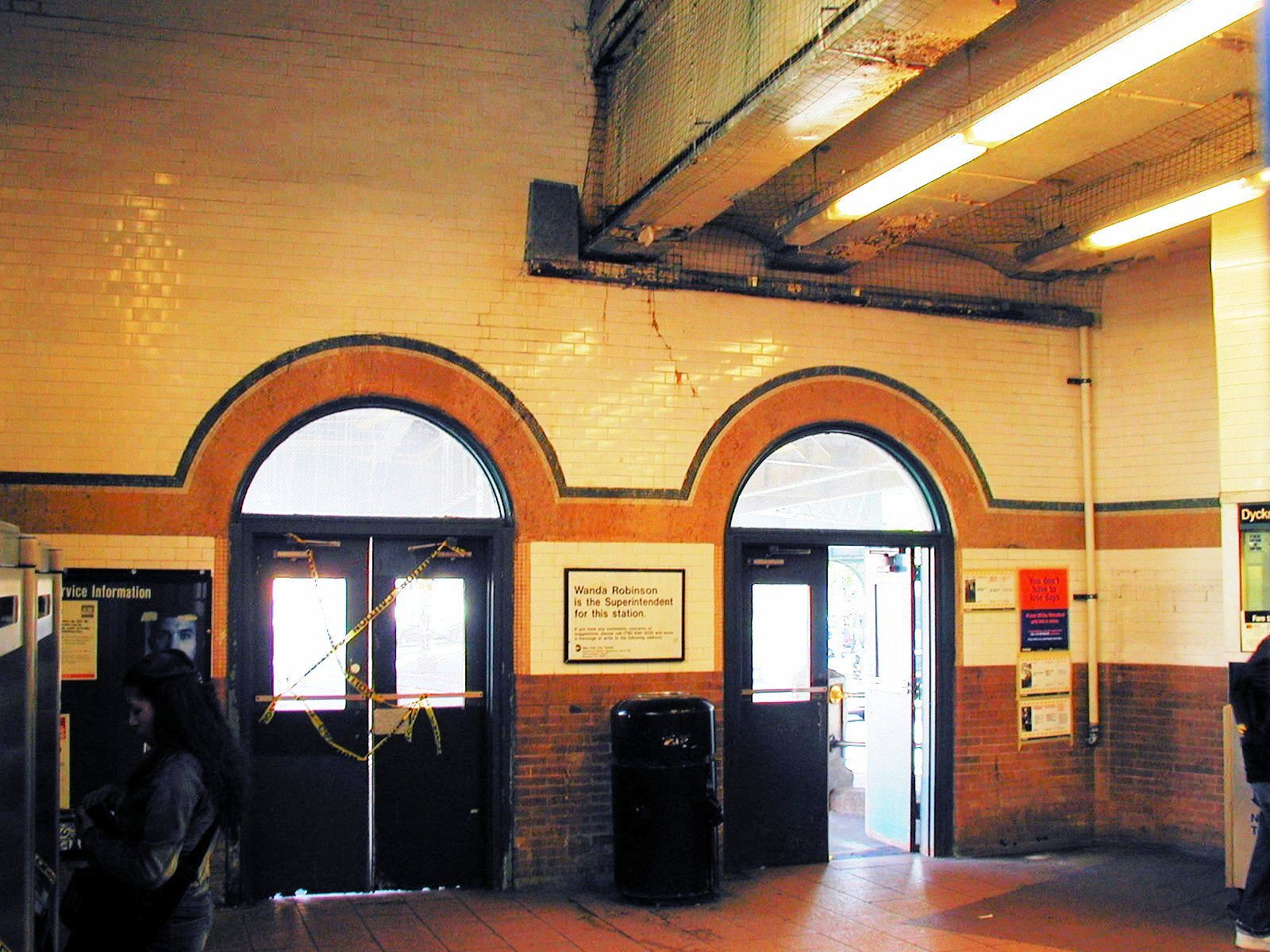
ヘッドハウスの内側
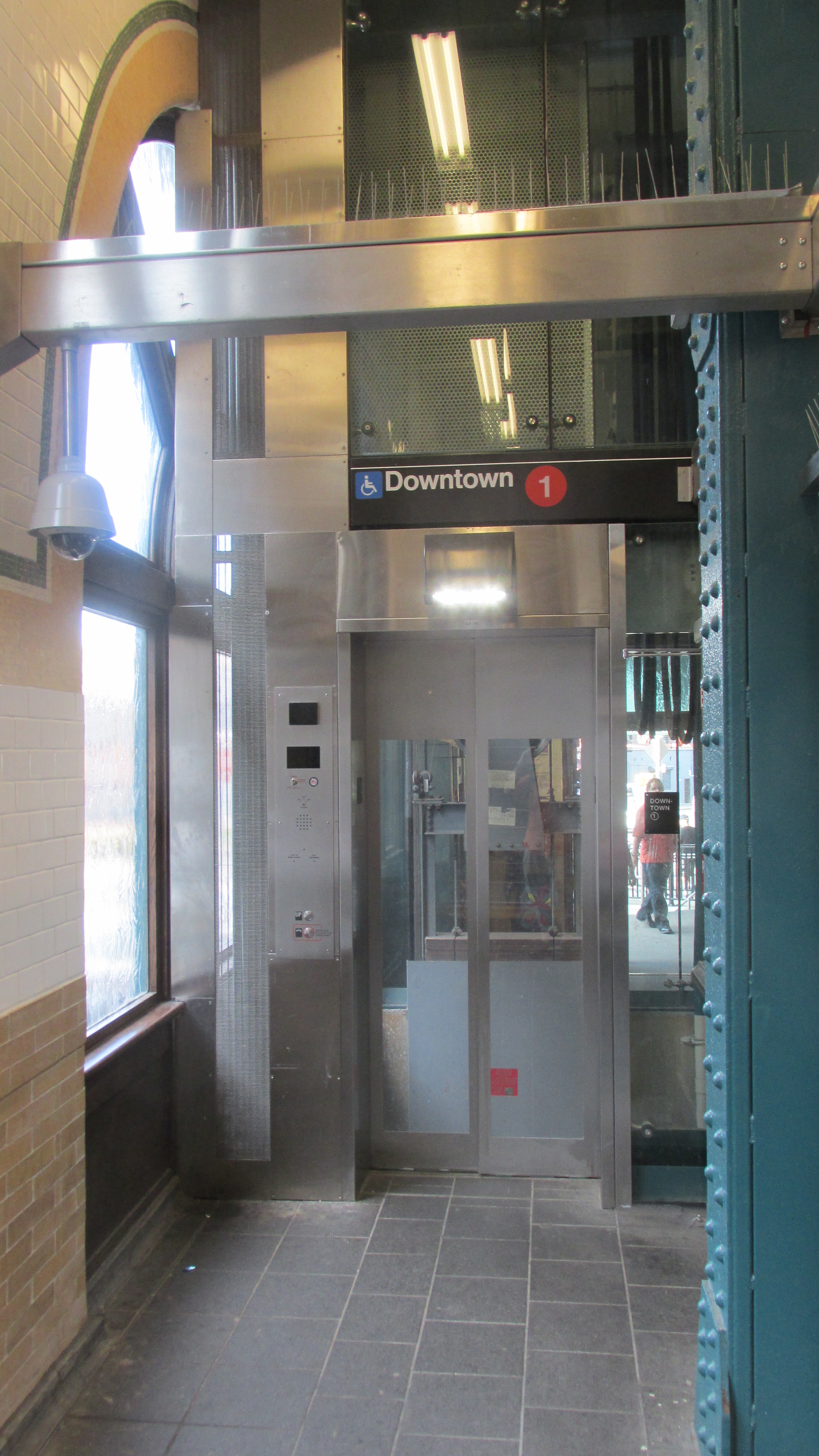
エレベーター
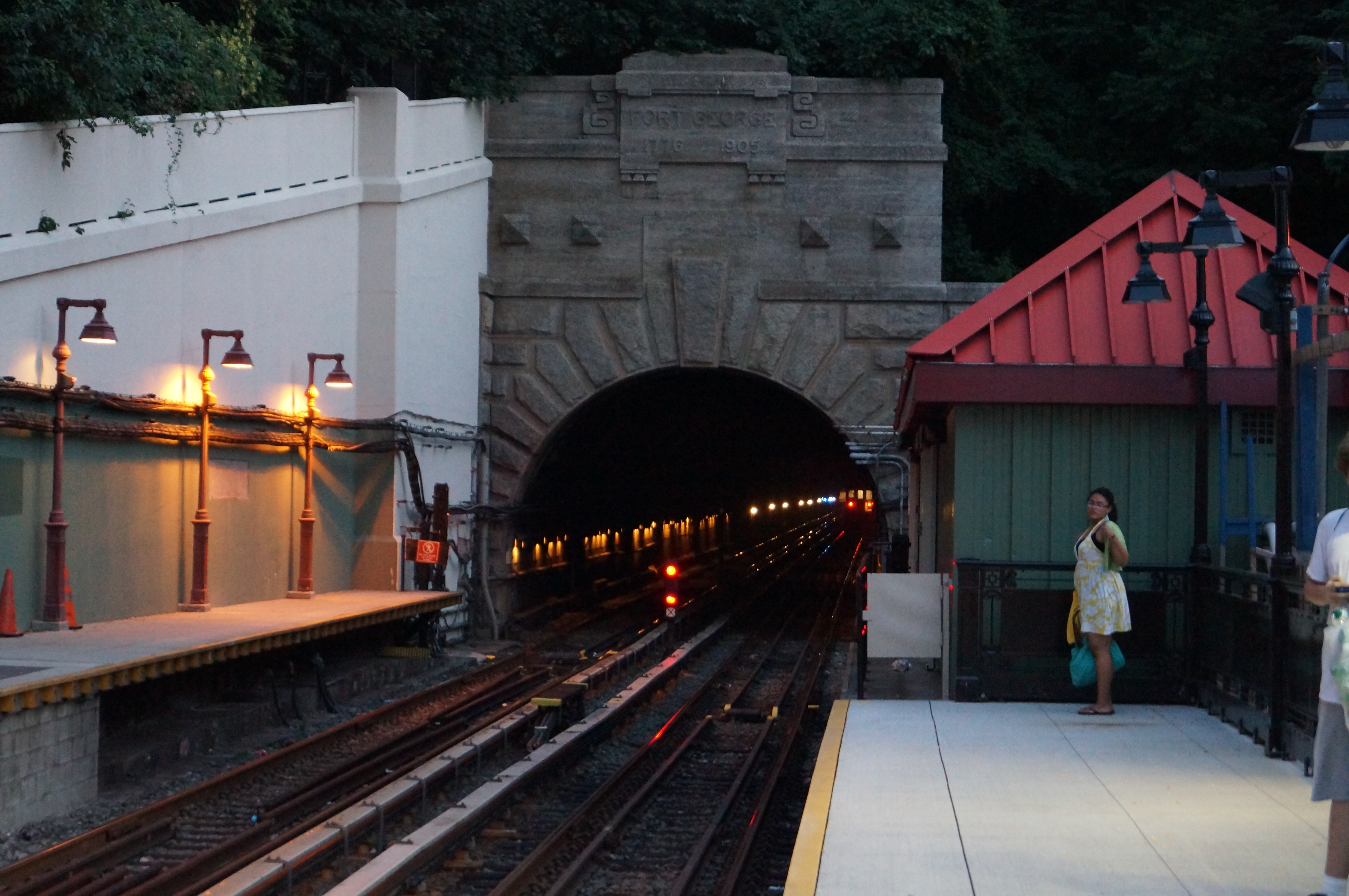
トンネル入口
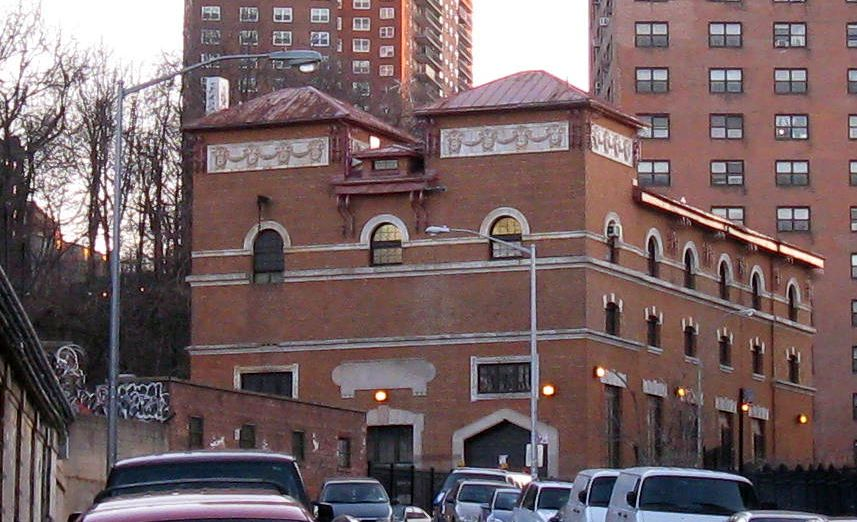
すぐそばにある Inwood Substation